# فندي (اسم)
فندي هو اسم علم مذكر من أصل عربي، ومعناه هو الحبل العظيم النوع، القوم مجتمعون الأرض لم يصبها المطر.

## وصلات خارجية
- موسوعة السلطان قابوس لأسماء العرب نسخة محفوظة 5 أبريل 2019 على موقع واي باك مشين.